# República de Venecia
La Serenísima República de Venecia o Serenísima República de San Marcos (en véneto, Serenìsima Repùblega de Venèsia) fue una ciudad-Estado situada en el norte de Italia, a orillas del mar Adriático, y que luego reunió bajo su dominio a todos los vénetos del Triveneto, Istria y Dalmacia. Su capital fue la ciudad de Venecia. Existió como Estado independiente desde el siglo IX hasta 1797.
La Serenissima se constituyó progresivamente como Estado durante la Edad Media y se convirtió en una de las principales potencias económicas del mundo, ocupando un lugar preponderante en los intercambios comerciales entre el Mediterráneo occidental y el oriental. Además, con sus instituciones oligárquicas notablemente estables durante casi un milenio, representó un papel político esencial.
A partir del siglo XVI experimentó una fase de declive político y territorial, aunque disimulado en parte por un extraordinario desarrollo artístico, hasta que desapareció en 1797, luego de 1100 años de existencia, vencida por Napoleón, pasando posteriormente a ser dominada por el Imperio austríaco y el Reino de Italia.

## Historia

### Origen
Se tiene como fecha de la fundación de la ciudad de Venecia el año 421 en plena decadencia del Imperio romano de Occidente, cuando los habitantes de la región, ante la amenaza de las invasiones de lombardos y hunos que habían destruido la capital del Véneto romano, Aquilea, se refugiaron en las marismas de la desembocadura del rio Po, en la laguna situada en el golfo, entre la península itálica y la balcánica, llamado más tarde precisamente golfo de Venecia.
Las construcciones de esta primera época eran simples edificaciones lacustres, erigidas sobre palafitos y asentadas sobre islotes situados en la laguna de Venecia. En razón de esta estratégica característica geográfica, Venecia tuvo desde entonces una gran independencia respecto a sus vecinos gracias a la barrera natural de las marismas del Po, a la cual seguía una cadena de islas en una laguna profunda, lo que impedía un ataque de caballería o infantería, más todavía en una época cuando el arte de la construcción naval estaba en pleno retroceso en Europa.

### Dependencia del Imperio bizantino
El general Belisario conquistó para el Imperio bizantino gran parte de Italia en el siglo VI y Venecia pasó a formar parte del dominio de dicho imperio, dependiendo administrativamente de la ciudad de Ravena, que constituía la sede del poder imperial en la península itálica, gobernada por un oficial militar, el magister militum, y subordinado a este, estaban los tribunos que ejercían la autoridad política en sus distritos. La historia legendaria establece que para reemplazar a estos tribunos Paolo Lucio Anafesto fue elegido como el primer dux en el año 697, sin que se haya comprobado su identidad. Sin embargo, el primer dux histórico surge de la revuelta en el Exarcado de Rávena contra la iconoclasia del emperador bizantino, y contra el magister militum, en esa circunstancia es elegido el veneciano Orso Ipato como dux en el 727. Con la revuelta de Rávena sofocada, el emperador bizantino reconoció al dux y le concedió el título de hypatos (cónsul). No obstante, Venecia siguió siendo una provincia del Exarcado de Rávena, y se siguió nombrando al magister militum. Con la conquista lombarda del Exarcado de Rávena, la provincia de Venecia permaneció en solitario bajo el gobierno del dux Orso Ipato, en calidad de gobernante autónomo manteniendo la fidelidad al Imperio bizantino.

### Independencia y expansión

Máxima expansión de la República de Venecia. Evolución del Imperio veneciano y las principales rutas de comercio venecianas. En morado, los principales emporios y colonias comerciales.
Núcleo original veneciano
Expansión hasta el siglo XV
Adquisiciones posteriores
Posesiones temporales

La conquista lombarda de Rávena no abarcó a Venecia, debido a que la situación geográfica veneciana dificultaba mucho un ataque lombardo; por el contrario, lombardos y bizantinos aprovecharon la ubicación de Venecia como foco primario de comercio. La decadencia del poder bizantino y lombardo en el siglo IX fue aprovechada por Venecia para actuar de forma cada vez más independiente con los francos del joven Imperio carolingio y con los eslavos sin seguir por completo los dictados de Bizancio. Con la recuperación de la iniciativa bizantina en Italia en época de Basilio I, este concedió al dux veneciano el título de protospatharios, equiparándolo a la familia imperial.
La ubicación de Venecia en una laguna natural hacía difícil y arriesgado los intentos de conquistarla, en tanto el arte naval europeo en la Baja Edad Media estaba muy poco desarrollado. Fueron precisamente los marinos venecianos quienes colaboraron con el desarrollo de la construcción naval en Europa por razones de necesidad primordiales: Venecia poseía un territorio continental muy pequeño, por lo cual su fuente principal de subsistencia fue el comercio en el Adriático, y ante ello el estímulo a la navegación marítima se había transformado en una necesidad y, a la vez, en fuente de poder político y financiero.
Por otro lado, la creciente debilidad bizantina hacía difícil a los emperadores de Constantinopla controlar efectivamente a la remota Venecia, por lo que Bizancio le reconocía de facto como Estado independiente desde fines del siglo IX, mientras que sus vecinos de la Italia carolingia no se hallaban en condiciones de imponerle su dominio.
En la Alta Edad Media, Venecia prosperó gracias a los beneficios del control del comercio con Oriente, expandiéndose por el mar Adriático, aproximadamente desde 991 con el reinado del dux Pietro II Orseolo, bajo cuyo régimen empezó la expansión veneciana por las costas de Dalmacia, expulsando de allí a árabes y dálmatas en diversas expediciones militares, controlando puntos estratégicos del Adriático que sirvieran como puertos o fortalezas.
El hecho de que muy pocos países de la época poseyeran los conocimientos navales de los venecianos les favoreció en el desarrollo de una flota comercial y militar muy extensa para su época, que les sirvió para instalar puestos comerciales en cada rincón del Mediterráneo oriental, contactando con los árabes aglabíes del norte de África con ostensibles planes de comercio y no de conquista, lo cual permitió a los mercaderes venecianos acceder a los mercados norteafricanos.
En realidad, como la expansión político-militar del Imperio bizantino se concentraba en las rutas terrestres, la corte de Constantinopla dejaba fácilmente las islas mediterráneas a la ambición mercantil de los venecianos, que las aprovechaban como avanzadillas comerciales hacia Asia Menor y el norte de África. La exitosa expansión territorial veneciana fue puesta de manifiesto a mediados del siglo XI en una bula papal que reconoció la soberanía de Venecia sobre toda la costa oriental del Adriático.
La ubicación de Venecia en medio del mar Mediterráneo le permitía un activo rol mercantil entre Bizancio y el resto de Europa; además su ubicación en el extremo norte del Adriático la defendía de ataques marítimos debido a su dominio militar sobre Dalmacia. Estas circunstancias aumentaron el poderío veneciano en una época en que las flotas comerciales en el Mediterráneo (tanto cristianas como musulmanas) eran todavía muy pocas. No obstante, otras repúblicas marítimas italianas empezaron a competir abiertamente con Venecia, como la República de Pisa, Amalfi y Génova.
Los venecianos sostuvieron especialmente una fuerte rivalidad comercial y militar con la República de Génova, situada en el extremo noroeste de Italia, y que paulatinamente aumentó su influencia comercial en el Mediterráneo Oriental y en el mar Negro. Pese al aumento del poderío genovés entre los siglos XIV y XV, Venecia pudo mantener su hegemonía comercial sobre Génova a largo plazo.
Otro factor clave del éxito comercial veneciano fue la tolerancia religiosa y social de la República Veneciana hacia los judíos y musulmanes. De hecho esta tolerancia de los venecianos en materia religiosa les permitió comerciar libremente con los países islámicos del norte de África, sirviendo de valiosos intermediarios entre estos y Europa, sin que las diferencias religiosas significaran ningún obstáculo para las relaciones comerciales. Asimismo, Venecia pusieron por delante las relaciones comerciales antes que la política, y gracias a ello tras la caída de los aglabíes en 909, los mercaderes venecianos mantuvieron contacto con sus sucesores del Califato fatimí.
Asimismo, el espíritu de empresa y la codicia eran demasiado poderosos para que se negaran, por escrúpulos religiosos, a no reanudar sus relaciones comerciales con África y Siria, aunque estas estuvieran en poder de los «infieles». Desde fines del siglo IX, realizaban actividades comerciales cada vez más intensas como, por ejemplo, la exportación hacia los harenes de Siria y Egipto de jóvenes esclavas que iban a raptar o a comprar a la costa dálmata, o la de maderas de construcción y de hierro, materiales escasos en los países islámicos.
Paralelamente, se seguía una política similar con el judaísmo, pues se concedía libertad de asentamiento a mercaderes judíos en territorio veneciano, que permitía a estos ejercer el comercio y la industria sin restricciones, además de beneficiar a Venecia al darle un acceso privilegiado a las redes de contactos financieros que las comunidades judías de toda Europa mantenían.
Del mismo modo, la Reforma protestante de inicios del siglo XVI no tuvo gran acogida entre la población de Venecia pero no impidió que los venecianos mantuvieran excelentes relaciones comerciales con países del norte de Europa que habían abrazado el protestantismo, pese a las presiones de los Estados Pontificios y de España durante la Contrarreforma. A pesar de que desde inicios del siglo XVI la Santa Sede había intentado que Venecia implantase en sus dominios el Tribunal de la Inquisición, los gobernantes venecianos rechazaron aplicar en la práctica toda medida que les privase de sus relaciones comerciales con los no católicos, preservando sus contactos financieros con el Reino de Inglaterra y las ciudades protestantes del norte de Alemania.

### Apogeo de la República

La República de Venecia (naranja) y sus territorios en los siglos y.

Después del año 1100, Venecia era ya una gran potencia mediterránea en los planos económico, político y militar, al punto de que podía ofrecer sus servicios como flota naval al propio Imperio bizantino y ganar gracias a ello privilegios comerciales excepcionales en Constantinopla, el mayor centro comercial de Europa en esos años, empleando para este fin una combinación de diplomacia y poderío mercantil.
El rol intermediario de los venecianos les permitió ejercer un control casi completo sobre los intercambios comerciales europeos con el Oriente Próximo, mientras que los reinos musulmanes del Mediterráneo recurrían también a Venecia como intercesor comercial con el resto de Europa. La República Veneciana, más interesada en la preservación del comercio internacional que en la expansión religiosa o militar, aparecía como el intermediario mercantil ideal para los reinos mediterráneos de cualquier religión a partir del siglo XII, lo cual le permitió a Venecia acumular grandes riquezas y ganar ventajas comerciales.
La flota veneciana, por su poderío y gran tamaño, fue determinante para realizar el saqueo de Constantinopla en la Cuarta Cruzada en 1204, acelerando con este hecho la decadencia del Imperio Bizantino. Como consecuencia de la severa debilidad bizantina, Venecia logró anexionarse Creta y Eubea a inicios del siglo XIII, expandiendo aún más su poder y riqueza, llegando las flotas comerciales venecianas a instalar bases comerciales inclusive en las orillas del mar Negro, específicamente en la actual costa de Crimea. Esta expansión hacia territorios de la Rus de Kiev posibilitó a los comerciantes venecianos instalarse en los puntos más occidentales del comercio asiático, ganando con ello un acceso importante a los valiosos productos traficados por la Ruta de la seda desde China. Esta importantísima ventaja comercial, inexistente para otros países europeos de la época, fue explotada excelentemente por los venecianos.

Territorios venecianos (en rosado) a finales del siglo.

En 1380 Venecia derrotó en combate a la reciente competencia comercial de la República de Génova, ciudad que limitó entonces su expansión al Mediterráneo occidental, aunque se mantuvo como competidor comercial de los venecianos durante varios siglos más en la zona del mar Negro. Hacia el año 1400 el mar Adriático se convirtió en el «Mare veneziano», desde Corfú (Islas Jónicas bajo dominio veneciano) hasta el río Po, mientras que las posesiones del «Stato da Mar» alcanzaban las islas de Creta (Reino de Candía) y Eubea (Triarquía de Negroponte), varias islas del mar Egeo y numerosos enclaves en los Balcanes (Albania veneciana). Las flotas venecianas mantenían activo comercio con todo el Mediterráneo y extendían su red de contactos mercantiles por toda Europa y Próximo Oriente, incluyendo zonas tan lejanas como Transilvania, Polonia o Siria, contactando en el norte de Europa con la Liga Hanseática. En tanto la República poseía los primeros bancos de la Europa medieval, gracias a las letras de cambio, los comerciantes venecianos mantenían vínculos financieros desde Inglaterra hasta Egipto. La misma ciudad de Venecia, capital de la República, contaba con 180 000 habitantes y era la segunda ciudad más poblada de Europa, solo superada por París, y era una de las urbes más ricas del mundo; había cerca de 2,1 millones de súbditos repartidos en las posesiones venecianas.

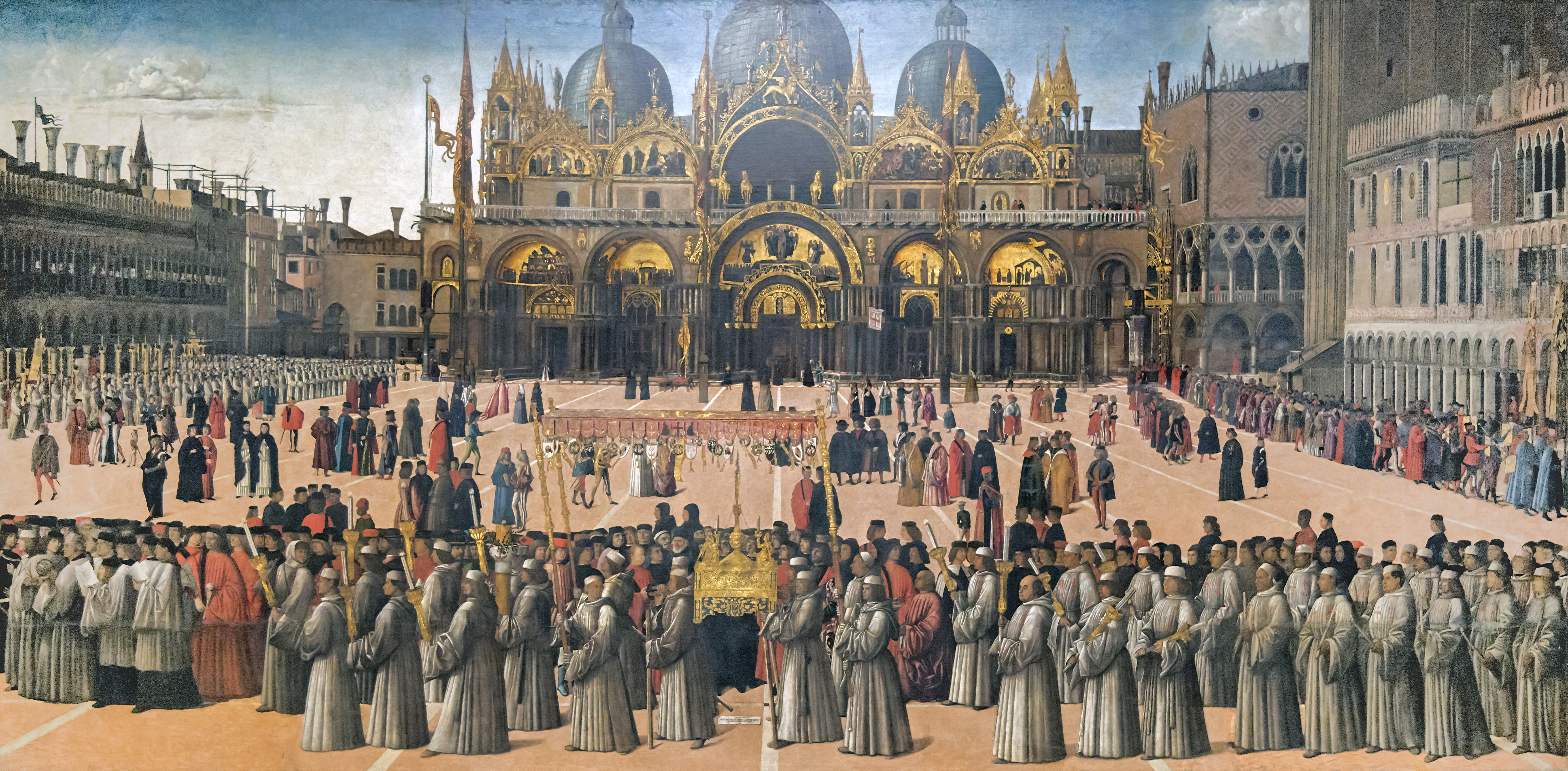
Procesión en la plaza de San Marcos de Gentile Bellini (1496), Galería de la Academia de Venecia.

Más tarde, en 1416 Venecia derrotó a los turcos otomanos en Galípoli asegurando durante un siglo su dominio marítimo en el Mediterráneo oriental pese a la expansión terrestre del Imperio otomano.
El apogeo de Venecia alcanzó su cenit en la primera mitad del siglo XV, cuando los venecianos comenzaron su expansión terrestre por Italia, como respuesta al amenazador avance de Gian Galeazzo Visconti, el ambicioso duque de Milán. En 1410, Venecia dominaba la mayor parte del Véneto, inclusive ciudades como Verona, Padua y Údine y más tarde Rovigo, Brescia y Bérgamo, formando un territorio denominado colectivamente el «Domini di Terraferma», y controlando una flota de 300 naves de guerra, más unos 3000 navíos comerciales estacionados desde inicios del siglo XII en el Arsenal de Venecia, un astillero y base naval que constituía un punto medular del poderío náutico veneciano donde trabajaban hasta 17 000 obreros.

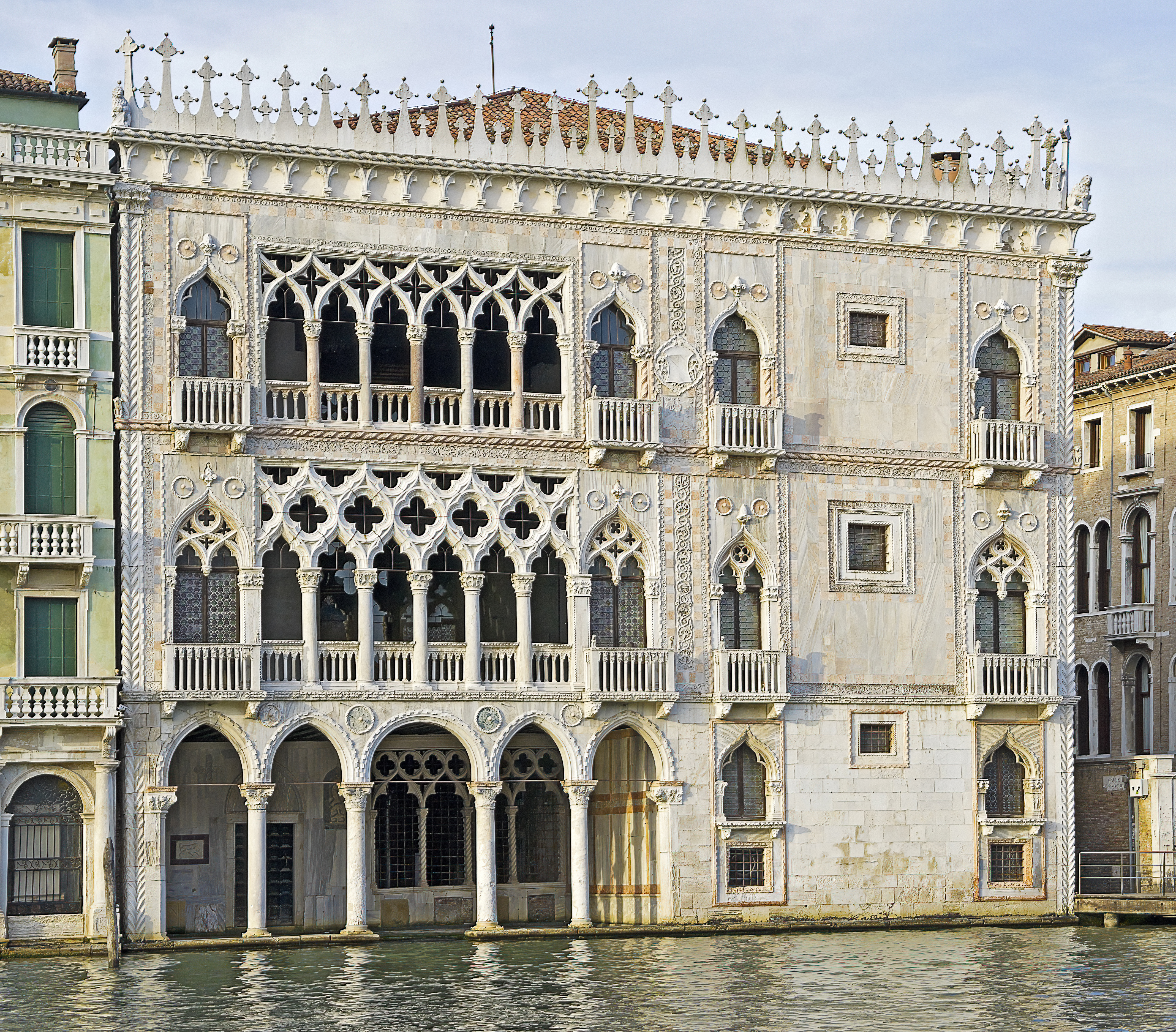
La Ca' d'Oro, palacio en el Gran Canal, construido entre 1421-1442.

La toma de Constantinopla por los turcos en 1453 marcó el inicio de problemas financieros y políticos para Venecia. La expansión naval de Portugal por la costa atlántica africana y el descubrimiento de América por España desplazaron la atención de las grandes corrientes comerciales del Mediterráneo al océano Atlántico, de manera que el tráfico comercial veneciano empezó a perder importancia en Europa de modo lento pero inevitable. Además Venecia se vio obligada a sostener una lucha agotadora contra el joven Imperio otomano transformado ya en potencia mundial. Aunque al principio los mercaderes venecianos mantuvieron ante el Imperio otomano los privilegios otorgados por los bizantinos, la guerra se hizo inevitable debido a la expansión terrestre otomana desde 1470, que amenazaba los enclaves comerciales de Venecia. En 1489, Venecia conquistó el Estado cruzado de Chipre, pero ello significó más un intento de bloquear el poder otomano que de aumentar las conquistas propias.
La expansión en Italia les enfrentó con el papa por el control de la Romaña. Para contrarrestar a la República de Venecia, el papa Julio II reunió a la Liga de Cambrai en 1508. En ella se encontraban Luis XII de Francia, el emperador Maximiliano I de Austria y Fernando II el Católico. Venecia sufrió una gran derrota en mayo de 1509 en la batalla de Agnadello, que detuvo para siempre todo intento veneciano de expansión en la península itálica. De toda forma, Venecia consiguió ganar la Guerra de la Liga de Cambrai en 1516 , manteniendo la mayoría de sus dominios terrestres y marítimos.

### Reducción del poder veneciano

Territorios venecianos en Grecia en 1450.

Desde 1470 la expansión del Imperio otomano en los Balcanes empezó a preocupar a los venecianos; en 1499-1503 una costosa guerra contra los turcos (quienes desde 1480 habían ya llegado a las costas del Adriático) solo terminó cuando Venecia cedió territorios mediterráneos al Imperio otomano. En 1538 los venecianos fueron de nuevo vencidos en combate por la flota otomana en Preveza y ello confirmó el predominio naval de Turquía en el Mediterráneo oriental, coincidiendo con el apogeo del Imperio otomano. En 1570, Chipre sufrió la invasión turca, y un año después los venecianos abandonaban la isla, al no poder detener el ataque otomano. La alianza de las flotas veneciana, papal y española, aunque venció a los turcos en la batalla de Lepanto de 1571, no logró recuperar estos territorios, en parte porque si bien España veía un potencial aliado mediterráneo en Venecia, no estaba dispuesta a sostener con tropas españolas una nueva expansión colonial veneciana.
Habiendo ya aceptado la supremacía naval turca, Venecia se esforzó en mantener su actividad comercial a lo largo del siglo XVII, observando una cuidadosa neutralidad hacia sus vecinos más poderosos: España, el Imperio otomano y Francia. El comercio portugués de especias desde la India a partir del siglo XVI afectó duramente al centenario monopolio veneciano del comercio de especias en Europa, más todavía por la expansión colonial portuguesa a zonas de África y Asia que eran inaccesibles para los venecianos. Venecia quedó también eclipsada económicamente por la riqueza de España y su imperio virreinal, así como por la gran expansión comercial ultramarina de Inglaterra y Holanda, basada en las rutas del océano Atlántico que disminuyen grandemente la influencia comercial de Venecia, reducida a un Mediterráneo menos rico y donde debe rivalizar con otros grandes poderes.

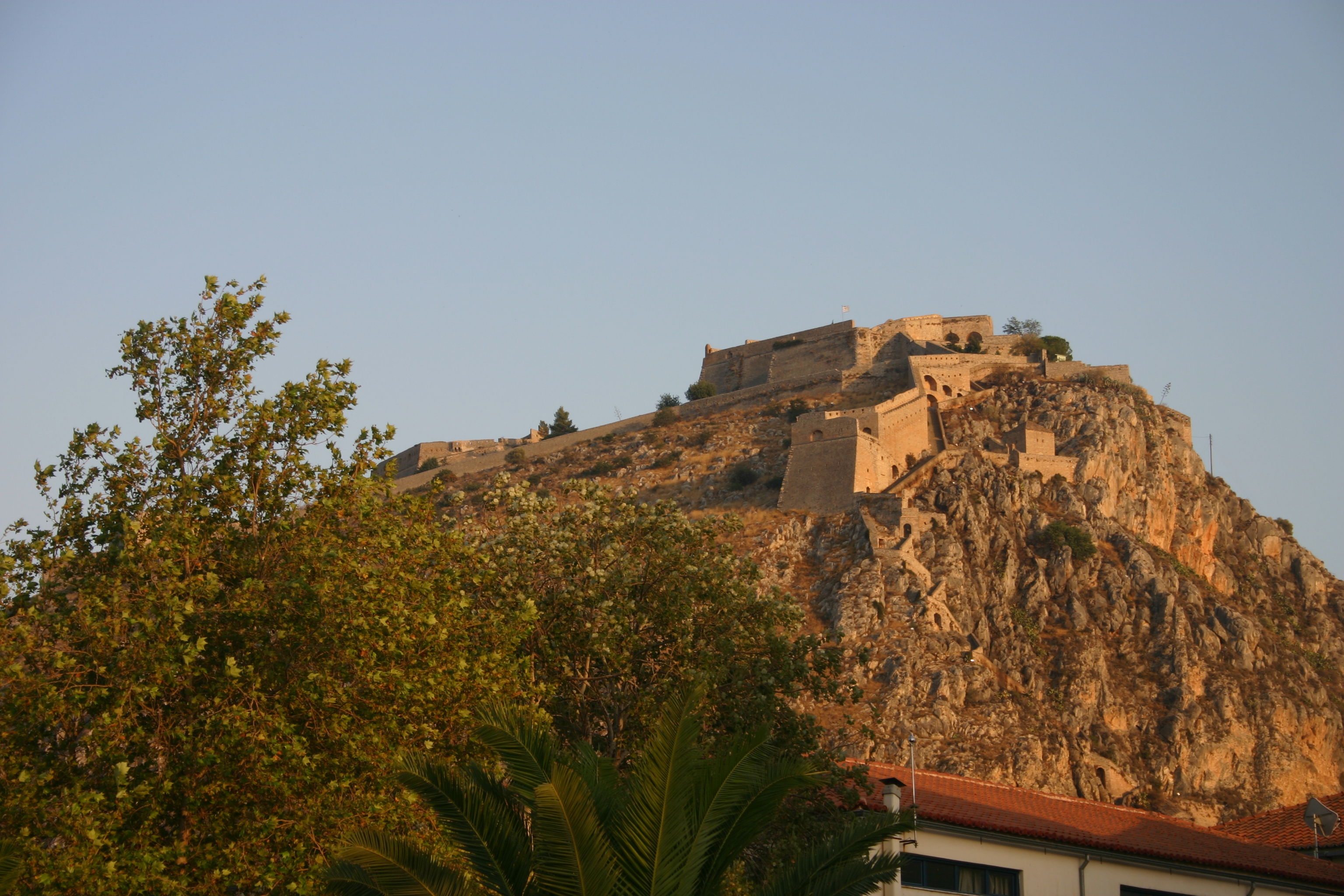
Fortaleza veneciana en Nauplia, Grecia. Es uno de los numerosos fuertes venecianos establecidos en la ruta comercial del Mediterráneo oriental.

La debilidad veneciana se confirma cuando los otomanos inician la invasión de la isla de Creta en 1645, amenazando la última gran colonia veneciana. Tropas otomanas terminan de conquistar Creta en 1669 tras una costosa guerra de 25 años (caracterizada por el largo sitio de Candía), donde Venecia solo mantiene en posesión pequeños enclaves cretenses y balcánicos, como el Principado de Omis, que al mando del príncipe Marko Srdanovic resistió el asedio turco en el año 1624.
En 1684 Venecia se lanza a una nueva guerra contra el Imperio otomano, aliada con Austria y Rusia, intentando recuperar las posesiones perdidas; en tal situación tropas venecianas expulsan a los turcos de Dalmacia, conquistan el Peloponeso y logran tomar Atenas a los otomanos. La guerra termina en 1699 con el Tratado de Karlowitz que favorece ampliamente a Austria y Rusia en perjuicio del Imperio Otomano y reconoce las conquistas de Venecia pero no le da a ésta los puertos mediterráneos tan necesarios para su comercio.
La situación veneciana se complica de nuevo al estallar otra guerra contra los otomanos en 1714; esta vez la alianza bélica con Austria no impide que tras el Tratado de Passarowitz de 1718 Venecia deba devolver el Peloponeso a los otomanos y entregarles sus últimos enclaves de Creta, conservando ahora sólo las Islas Jónicas y los enclaves de Préveza y Arta en el litoral del Epiro.
Hacia el siglo XVIII, la Serenísima República no era más que una pálida sombra de su antigua potencia, el comercio en el Mediterráneo era ahora compartido con Génova y Livorno (que se hallaban bajo protección española y estaban por ello menos expuestas a ataques otomanos), mientras que en 1719 Austria declaraba su posesión de Trieste como puerto libre y así evitaba la intermediación mercantil veneciana; tanta competencia comercial redujo aún más las fuentes de riqueza de la República.

### Decadencia delsigloXVIII

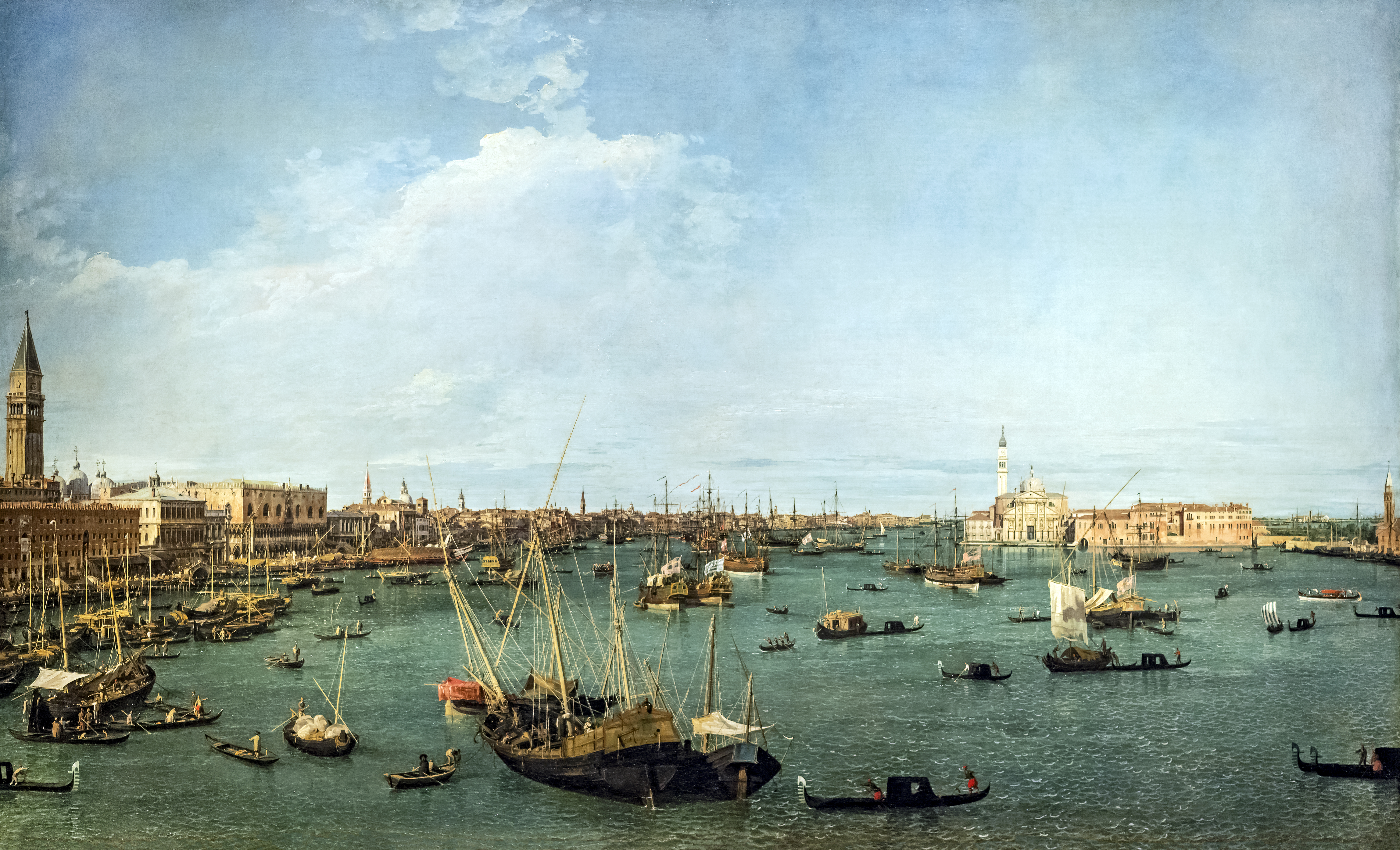
Venecia por Canaletto, 1738-40.

Venecia entró en una abierta decadencia política y financiera a inicios del siglo XVIII mientras la aristocracia veneciana se mantenía en el gobierno como un núcleo cerrado que impedía a la burguesía el ascenso social, inclusive prohibiendo la compra de la calidad de patricio: en esta época la política se hallaba completamente dominada por familias antiguas de la aristocracia como los Bragadin, Dandolo y Mocenigo.
Mientras tanto aumenta el número de los aristócratas empobrecidos (los «barnabotti») con derechos políticos en la República y que se convierten en una costosa carga financiera para el gobierno en tanto reciben una pensión estatal para subsistir. Esto sucedía porque en el siglo XVIII Venecia no tiene comercio internacional relevante ni expansión colonial notable en donde tales aristócratas puedan crear riqueza alguna, más aún cuando tales aristócratas desdeñan trabajar en ocupaciones de los burgueses y la burocracia local se halla ya sobrepoblada. No obstante, la decadencia acelerada en la economía y la política deja paso a la vitalidad cultural que sí emerge con los burgueses Antonio Vivaldi (música), Giovanni Battista Tiepolo (pintura) y Carlo Goldoni (teatro).
Sin poder enfrentarse exitosamente a sus nuevos competidores en el comercio del Mediterráneo (y en el mismo Adriático), sin industrias de gran tamaño y sin colonias ricas que sostengan el Estado, la República halla un nuevo filón de riqueza en la lotería y los juegos de azar, así como en la prostitución oficialmente tolerada, atrayendo a Venecia visitantes adinerados de toda Europa, así como espectáculos de ópera, teatro y otras diversiones destinadas a los extranjeros. En 1797 llegan a contarse hasta 176 casinos legales en la capital, y las festividades públicas (incluyendo el carnaval de Venecia) se suceden a lo largo del año casi sin descanso, mientras los aristócratas venecianos contratan desde todos los puntos de Europa a cantantes de ópera, actores y músicos para los espectáculos.
En paralelo, el Domini di Terraferma queda atado a una agricultura de poca relevancia que le impide atender a las necesidades fiscales, además de convertirse en mercado para productos de Austria que eliminan la competencia veneciana. Por su parte, las escasas posesiones del Stato da Mar sólo atienden un menoscabado comercio con territorios balcánicos bajo control otomano, atendiendo un mercado carente de gran riqueza.
En la práctica las atracciones turísticas del juego y el meretricio eran la fuente principal de ingresos que percibía el fisco veneciano para sostenerse desde 1750, además de depender de las concesiones de cargos públicos a una aristocracia de menguante riqueza. En contraste, la flota comercial veneciana estaba formada en 1792 solo por 309 navíos, casi la décima parte de lo que era en su apogeo tres siglos antes.
A pesar del veloz empobrecimiento de la población y el deterioro de la economía, Venecia seguía dominando parte del litoral adriático y algunas de las islas Jónicas, pero tales posesiones eran minúsculas comparadas con el antiguo poderío veneciano, ahora muy reducido frente a Austria. Los intentos de reforma política en 1760 y 1774 fracasaron por la oposición de la oligarquía a permitir la renovación de sus cuadros o abrir sus puertas a burgueses adinerados que pudieran salvar la situación; inclusive en 1784 el patricio Andrea Tron lamentaba que «el capital es usado en sustentar extravagancias, espectáculos, vicios y diversiones en lugar de sustentar el comercio...».
El último éxito naval de Venecia fue el bombardeo de Túnez realizado en 1785 y 1786 por la flota de 25 naves al mando del almirante Ángelo Emo (1731-1792) contra los corsarios tunecinos, pero posteriores intentos de reformar y modernizar la flota fracasaron por decisión del dux Paolo Renier. El último dux, Ludovico Manin, fue elegido en 1789 pese a ser de nobleza reciente en tanto era uno de los escasos aristócratas que aún podía dar dinero al Estado para solventar los más urgentes gastos oficiales.

### Extinción de la República
Durante las guerras napoleónicas, el territorio de Venecia, que permanecía neutral pero que había sido atravesado por el ejército austriaco, fue invadido en marzo de 1797 por las tropas del general Napoleón Bonaparte, tanto por tierra como por mar. Las ciudades del Domini di Terraferma (la parte continental) se rindieron rápidamente ante la superioridad numérica francesa, mientras que la propia flota de guerra veneciana estaba formada por solo once barcos útiles, incapaces de resistir. El gobierno afrontó en abril un ultimátum de Napoleón Bonaparte, mientras que, a principios de mayo, las tropas francesas terminaban de ocupar el Domini di Terraferma casi sin lucha, faltando tan solo ocupar la capital misma. El Gran Consejo se reunió finalmente el 12 de mayo para disolverse e instaurar un «gobierno representativo» (Municipalidad Provisoria) siguiendo el modelo francés, pero cuatro días después tropas francesas tomaron la urbe sin que las tropas venecianas opusieran la menor resistencia, extinguiendo definitivamente la República. Semanas después las posesiones del Stato da Mar seguían el ejemplo de la capital y se rendían ante los franceses.
Tras la firma del Tratado de Campo Formio el 17 de octubre del mismo año, se repartió el territorio de Venecia entre Austria, que se quedó con Véneto, Istria, Dalmacia y las bocas de Cattaro; Francia, que se quedó con las islas Jónicas; y la República Cisalpina («república hermana» de Francia) en la que se integraron Bérgamo y Brescia. Posteriores victorias francesas en las guerras napoleónicas llevaron a que todo el antiguo dominio veneciano quedase en manos de Napoleón.
Tras la caída de Napoleón y el Congreso de Viena, el territorio véneto de la república se integró en el Reino lombardo-véneto, Estado dependiente del Imperio austriaco, que se hizo también con el resto, excepto las islas Jónicas que quedaron bajo protectorado británico. En 1866, tras la tercera guerra de independencia, el Véneto, y con él Venecia, se incorporaron al Reino de Italia.

## Influencia de la República de Venecia
Aunque la vitalidad económica de la República Veneciana había comenzado a declinar desde el siglo XVI como consecuencia del desplazamiento del comercio internacional hacia la cuenca del Atlántico, su régimen político todavía aparecía en el siglo XVIII como un modelo para los filósofos de la Ilustración debido a las características de esta «república oligárquica» que permitía la participación de sus ciudadanos en las decisiones políticas mediante asambleas y votaciones -si bien tales derechos estaban restringidos a una minoría- lo cual era muy destacable en Europa de esos años cuando el gobierno absolutista era la norma que se expandía por el continente
De hecho, para los ilustrados era destacable la existencia de un sistema político basado en libertades civiles para los ciudadanos -pese a que la ciudadanía veneciana fuese accesible para muy pocos-, también era notable un sistema de controles mutuos entre el Consejo Mayor y el dux para evitar (en vez de promover) la concentración del poder político en una persona u órgano, el hecho de que estos controles mutuos no debilitaran la autoridad central ni su capacidad represiva expresada en el Consejo de los Diez, y también los cuidados de la élite para que los principales cargos de la administración pública nunca fueran acaparados por una familia, motivaron el interés de los escritores de la Ilustración por analizar y estudiar el régimen político de la República de Venecia, citándola varias veces como ejemplo de eficacia.
De hecho el filósofo ilustrado suizo Jean-Jacques Rousseau estuvo trabajando en 1743 en la República de Venecia como asistente del embajador francés y pudo conocer personalmente el sistema veneciano de gobierno. Esta breve experiencia lo inspiró para escribir, al retornar a Francia, su obra cumbre El contrato social en 1762.

## La economía de la República
La historia económica de la República de Venecia se remonta a la época de los etruscos. Ubicada en el extremo norte del Mar Adriático, en la Edad Media, la ciudad se benefició de su posición cercana a los mercados de Europa Central y de su pertenencia al Imperio Bizantino. A medida que su autonomía aumentó consiguió privilegios comerciales tanto en Bizancio como en el Sacro Imperio Romano Germánico. Como resultado de la Cuarta Cruzada, en el año 1204 el dux de Venecia se convirtió en regente de un territorio que representaba tres octavas partes del imperio Bizantino, y surgió un imperio colonial que se constituyó en la columna vertebral de las expediciones marítimas y el libre comercio, así como del aprovisionamiento de Venecia del trigo, que constituía el producto alimenticio básico.
La revolución comercial, con sus nuevas formas de organización, vida y cultura, llevó a un dominio nunca antes visto en el ámbito económico, administrativo y de los mecanismos de control. Las técnicas de comercio venecianas, sus formas societarias y los métodos de financiación, así como los mecanismos de estímulo a la economía, se adelantaron mucho al desarrollo en el resto de Europa.
Las cruzadas y la conquista de Constantinopla abrieron para muchos siglos el comercio directo con el interior de Asia, pero esas expediciones mercantiles requerían, además de la dotación de los frecuentes convoyes, grandes sumas de capital, que fueron facilitadas predominantemente en forma de créditos. Por lo demás, solo la nobleza disponía del derecho de ejercer el comercio a distancia (es conocido el cuasi monopolio en el comercio de caballos). La misma nobleza se hizo también con el monopolio de la dirección política.
A pesar del predominio del comercio, la "industria" de construcción naval constituyó la más destacada y, de lejos, la mayor generadora de empleo. A eso se sumaron en la Baja Edad Media la producción de telas, seda y vidrio. De gran importancia fue también el comercio monopolístico de sal y el comercio de cereales, que aportó no menos que todo el resto del comercio a la fortuna de la nobleza.
Desde el principio, Venecia tuvo que defenderse de una competencia feroz; solo con la República de Génova libró cuatro guerras. En la temprana Edad Moderna perdió poco a poco sus colonias con los otomanos y eventualmente su posición monopolística en el mar Adriático. Además, los holandeses y los ingleses desplazaron la competencia veneciana y los portugueses se apropiaron del comercio de especias. Adicionalmente, el proteccionismo de los estados europeos y del Imperio Otomano dificultó el acceso a los mercados.

## El gobierno de la República

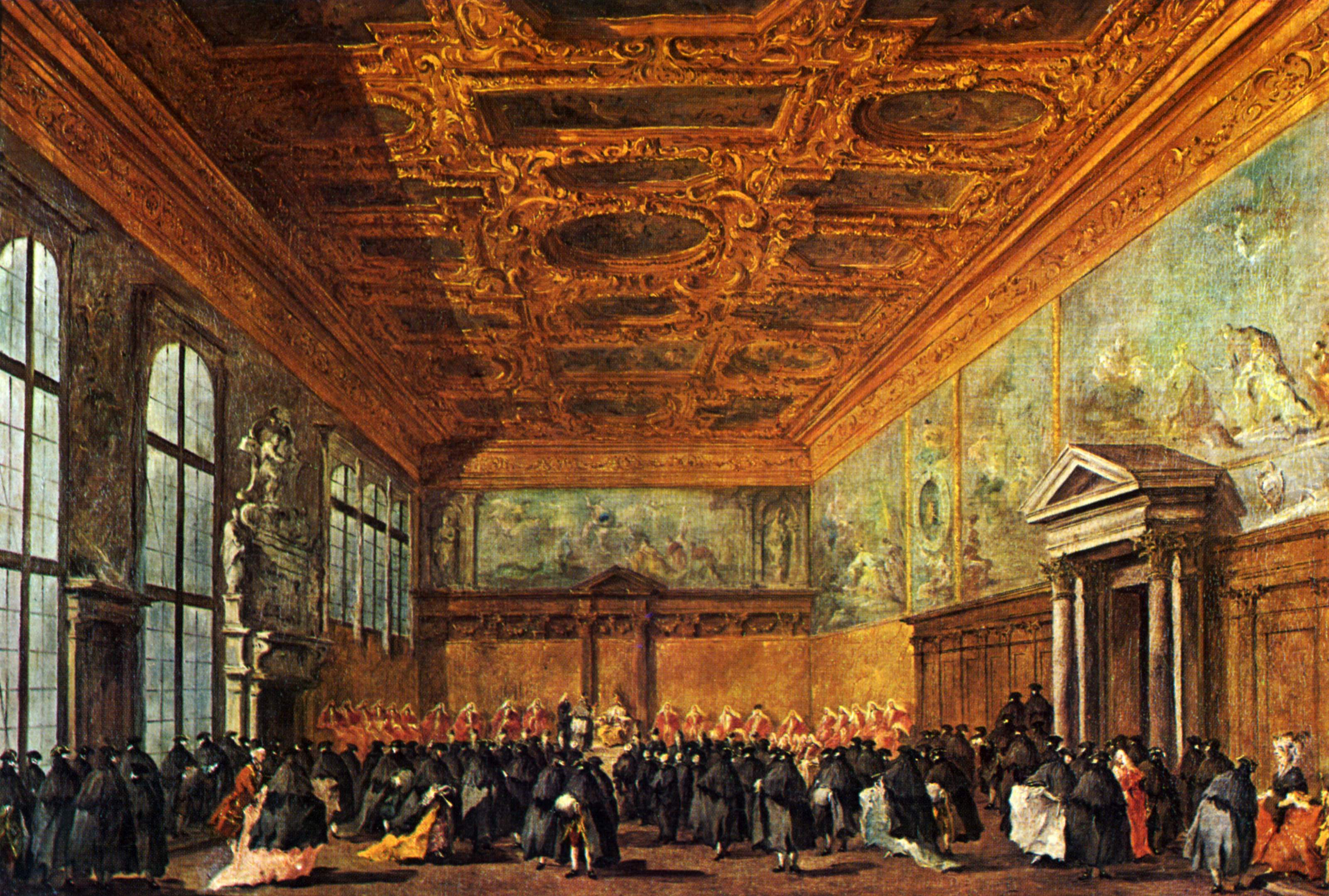
Audiencia dada por el Dogo en la Sala del Collegio en el Palacio del Dogo, por Francesco Guardi, 1775–80.

Desde el primer momento, la organización de la República de Venecia se esforzó por evitar que un solo hombre reuniera todo el poder político. De este modo, la función suprema que asumía el dux quedó enseguida sometida a la vigilancia de varios consejos. El «Maggior Consiglio» (Consejo Mayor o Gran Consejo) elaboraba las leyes, el Senado se encargaba de la política exterior y de los asuntos militares y económicos. Otro organismo, el «Consejo de los Diez» garantizaba la seguridad del Estado y disponía de un cuerpo de policía, así como de facultades amplísimas en materia de investigaciones y castigos judiciales.
La organización política republicana se fue haciendo más compleja a medida que crecía la influencia económica y política de Venecia en el mar Mediterráneo y tenía que enfrentarse a otras potencias comerciales. En los primeros años de la República el sistema político de gobierno estaba constituido por una autocracia, con el dux como dictador casi absoluto. Este título comenzó a utilizarse cuando la ciudad de Venecia estaba sujeta a la soberanía del Imperio bizantino, haciéndose permanente después de que la ciudad alcanzara su independencia respecto de Constantinopla.
De acuerdo con la tradición veneciana, el primer dux fue Paolo Lucio Anafesto, elegido como tal en el año 697. El dux era elegido de por vida para el cargo, a través de un complicado sistema de inspiración bizantina. Tradicionalmente desde 697 cada dux había asociado a las funciones de gobierno a un hijo u otro familiar, pero rápidamente tal costumbre fue prohibida por ley; en 1172 se estableció la elección del dux por un conjunto de 40 (después 41) ciudadanos, elegidos al azar.
En 1268 se fijó el sistema electoral vigente hasta la extinción de la República en 1797, que consistía en una serie de cuatro elecciones, cada una de ellas era seguida de un sorteo entre los ciudadanos elegidos, eliminando sucesivamente electores y designando otros nuevos, hasta que en el cuarto sorteo se formaba el grupo de 41 patricios que finalmente seleccionaban al dux. Tan complejo sistema buscaba evitar la influencia de las familias más poderosas de la aristocracia de Venecia e impedir que alguna de ellas (aunque vigilada de cerca por otras familias de igual poder y riqueza) intentase copar el gobierno o crear una dinastía.
Desde 1148 los poderes del dux fueron limitados por la «Promissione Ducale», un compromiso asumido por el dux en el momento de su nombramiento. Como resultado de ello el poder fue compartido con el Consejo Mayor, compuesto por 480 miembros elegidos de determinadas familias de la aristocracia, con el declarado propósito de que «El dux nada pueda hacer sin el Consejo Mayor y el Consejo Mayor nada pueda hacer sin el dux».
En el siglo XII, las familias aristocráticas del Rialto disminuyeron de manera aún más drástica el poder del dux con el establecimiento del «Consejo menor» (creado en 1175), compuesto por seis miembros asesores del dux y la «Quarantia» (creada en 1179) como Tribunal Supremo.
En 1223 estas dos instituciones se combinaron en la «Signoria», que estaba formada por el dux, el Consejo Menor y los tres dirigentes de la Quarantia. La Signoria era el órgano central de gobierno, que representaba la continuidad de la República, como se muestra en la expresión: «si è morto il Doge, ma non la Signoria» («se ha muerto el dux, pero no la Signoria»).
También se crearon dos órganos llamados «sapientes» que se convertirían posteriormente en seis. La combinación de sapientes y algunos otros grupos fue llamado un «collegio», que formaba un poder ejecutivo.
En 1229, se instituyó el «Consiglio dei Pregadi» comúnmente denominado Senado, compuesto por 60 miembros elegidos por el Consejo Mayor desde el que se dirigía la política exterior y la elección de embajadores. Estos acontecimientos dejaron al dux con un poder personal muy reducido, quien vio cómo la autoridad era ejercida básicamente por el Consejo Mayor, que constituía un extremadamente limitado parlamento, en el que sólo estaban autorizados a participar los miembros de las grandes familias aristocráticas de la república;estas familias aseguraron su dominio en 1279 gracias a la "Serrata del Maggior Consiglio" donde fijaron normas estrictas que hacían hereditaria la pertenencia al Consejo Mayor, impidiendo que plebeyos enriquecidos participasen en las decisiones de gobierno, desde la Serrata solamente los aristócratas determinarían qué familias podían integrar el Consejo Mayor.
Venecia afirmaba que su gobierno era una «República clásica» porque era la combinación de las tres formas básicas presentes: el poder real en el dux, la aristocracia en el Senado y el poder democrático en el Consejo Mayor. No obstante, la investidura del dux casi siempre recayó en un miembro de las familias más adineradas de Venecia, pues la posesión de dicho cargo obligaba al titular a financiar numerosísimos gastos (fiestas populares, ceremonias lujosas, fiestas del Carnaval, regalos de dinero a aristócratas arruinados) que sólo un hombre muy rico podía sostener. Nicolás Maquiavelo también se refiere a Venecia como una República, considerándola «excelente entre las repúblicas modernas» (a diferencia de su nativa Florencia dominada políticamente por la familia Médici).
El 10 de julio de 1310 se creó el «Consejo de los Diez», organización similar a una policía secreta del Estado, que se hizo muy poderoso y se convirtió en el eje central de la política veneciana. Fue introducido de forma provisional, como reacción a la rebelión promovida por Bajamonte Tiepolo contra la Serrata del Consejo Mayor. Le fueron asignados poderes de emergencia para luchar contra la revuelta y, aunque originalmente se estableció para un período de dos meses, su autoridad fue renovada de forma continua, hasta que se convirtió en un órgano de carácter permanente en 1334. Alrededor de 1600 su dominación sobre el Gran Consejo fue considerada una amenaza y se redujo su influencia.
En 1454, el «Tribunal Supremo» de los tres inquisidores fue establecido para guardar la seguridad de la República. Por medio del espionaje, el contraespionaje y una red de informadores que vigilaba prácticamente a todos los habitantes de la República, impidió que Venecia cayera bajo el poder de un señor absoluto («signore»), como otras muchas ciudades italianas de la época debido a la mutua vigilancia ejercida entre los aristócratas más poderosos. Uno de los inquisidores, popularmente conocido como Il Rosso («El rojo» a causa de su túnica escarlata), era escogido de los consejeros del dux, y los otros dos, conocidos popularmente como I neri («los negros» por su túnica negra), eran escogidos del Consejo de los Diez. El Tribunal Supremo asumió gradualmente alguno de los poderes del Consejo de los Diez.
Si bien el sistema evitaba la creación de un monarca o de una dinastía familiar, también concentraba el poder efectivo en muy pocas familias adineradas que formaban en la práctica una oligarquía, como los Contarini, Bragadin, Barbarigo, Giustinian, Mocenigo, Pisan, Cornaro o Loredan, que mantuvieron su riqueza hasta los últimos días de la República, a la par que otros aristócratas (los llamados barnabotti) se empobrecían a causa del declive del poderío veneciano, pero conservaban sus derechos de voto en el Consejo Mayor, que estaba a su vez vedado a los burgueses más adinerados.
En 1556, los «provveditori ai beni inculti» fueron también creados con el fin de mejorar la agricultura por incremento del área de cultivo en las posesiones continentales de Venecia (prácticamente toda la actual región del Véneto) y estimular las inversiones privadas en el desarrollo agrícola. La subida de precios del grano durante el siglo XVI estimuló la transferencia de capital del comercio hacia las tierras del Véneto para formar grandes latifundios allí, más todavía por cuanto las guerras de Venecia con el Imperio otomano perjudicaron el comercio veneciano con el Próximo Oriente, mientras que el tráfico mercantil más lucrativo se trasladaba fuera de la cuenca del mar Mediterráneo.

## Fuerzas armadas

### Armada
Desempeñó un papel importante en la historia de Venecia, y el mundo mediterráneo. Fue una de las grandes fuerzas navales en el mundo, especialmente durante la Edad Media y la era moderna. Tuvo un largo declive que comenzó a fines del siglo XVI. El fin de la marina veneciana coincidió con la rendición de la ciudad a las tropas de Napoleón.

### Ejército
Inicialmente consistió principalmente en compañías de mercenarios, pero a partir del siglo XVI se estableció un cuerpo de milicias territoriales, las cernide (milicia de campesinos del Veneto e Istria) y cranide (milicia proveniente de Dalmacia), a las que se agregó un núcleo de tropas regulares en el siglo XVIII.

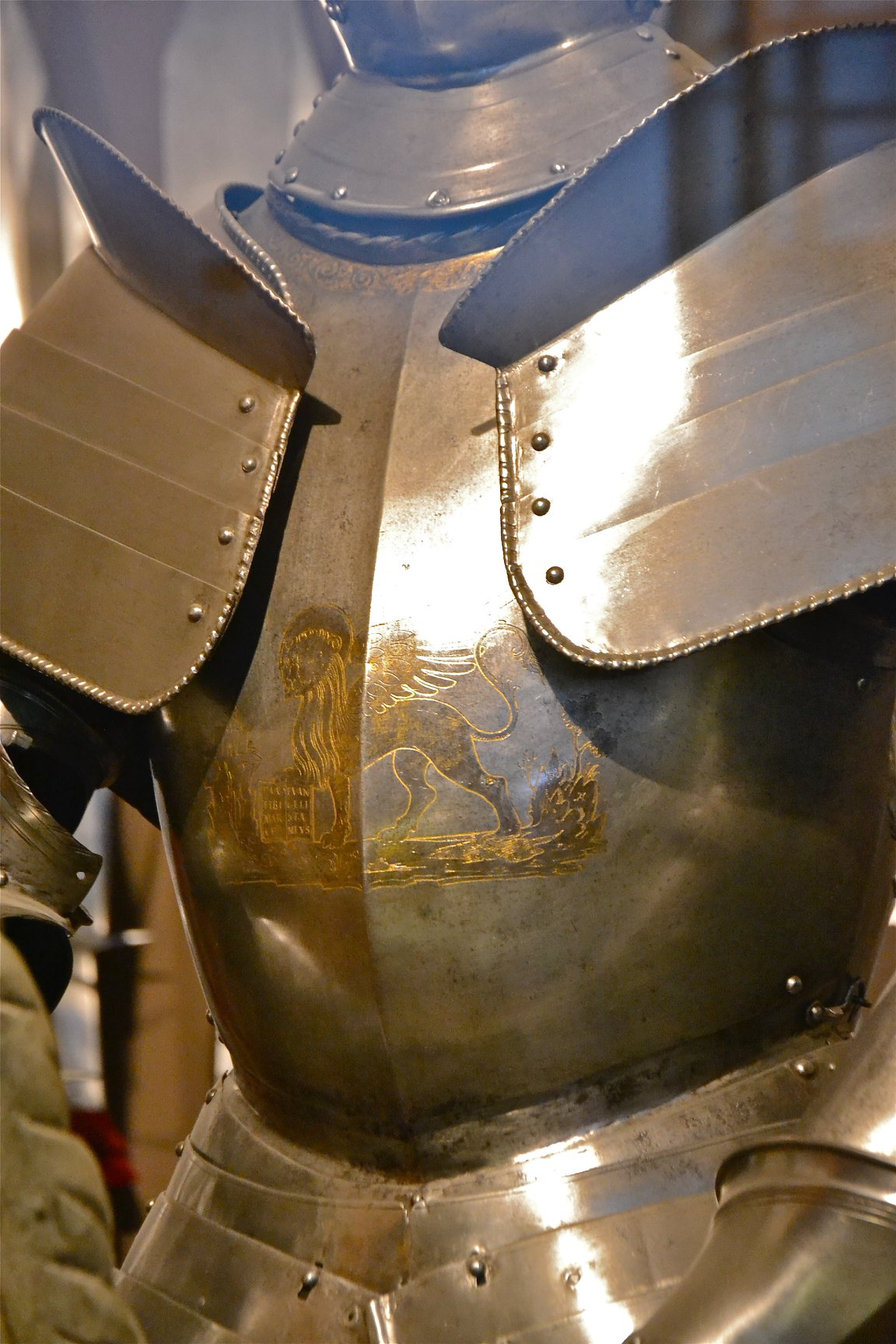
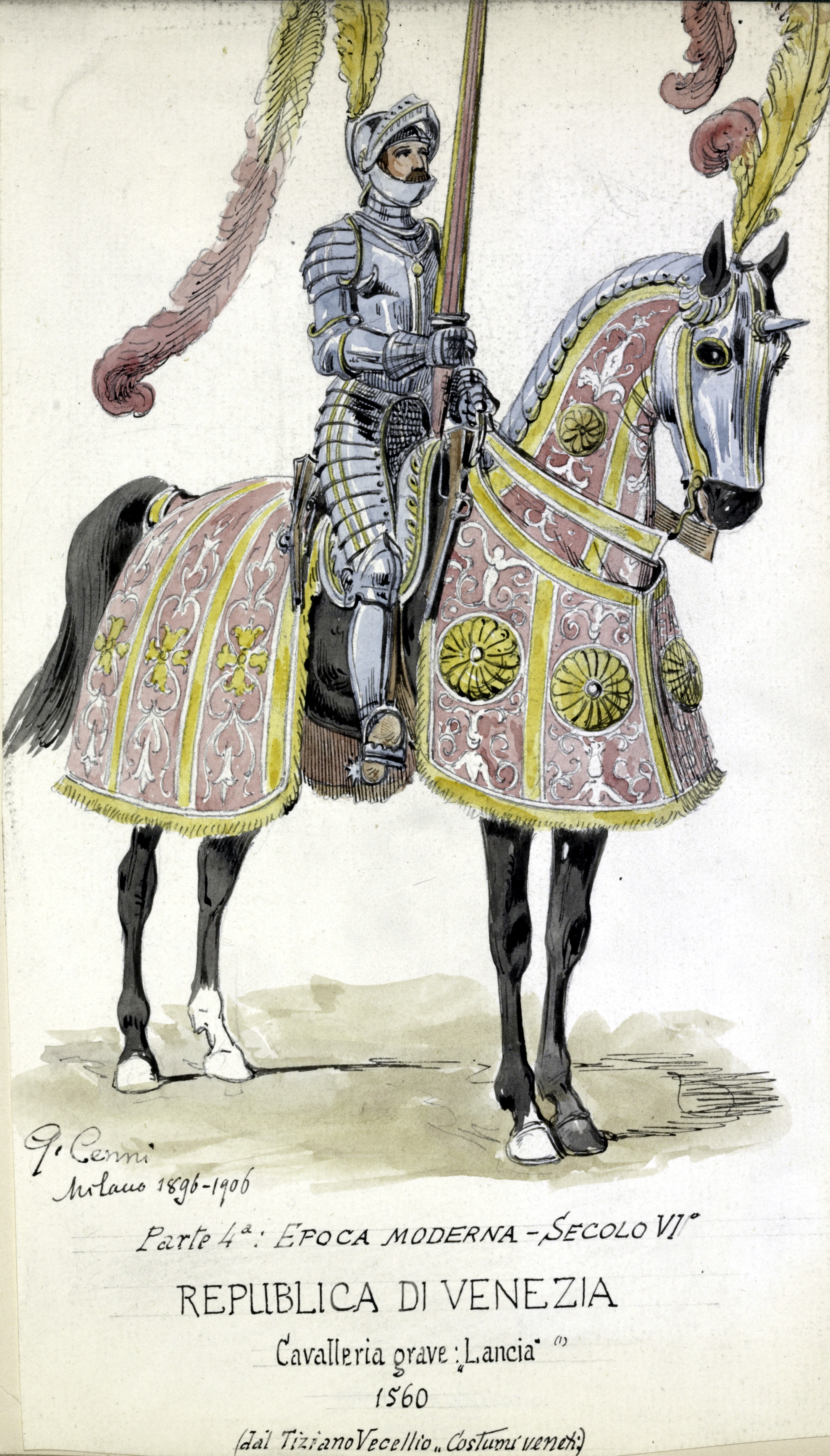
Caballería 1560
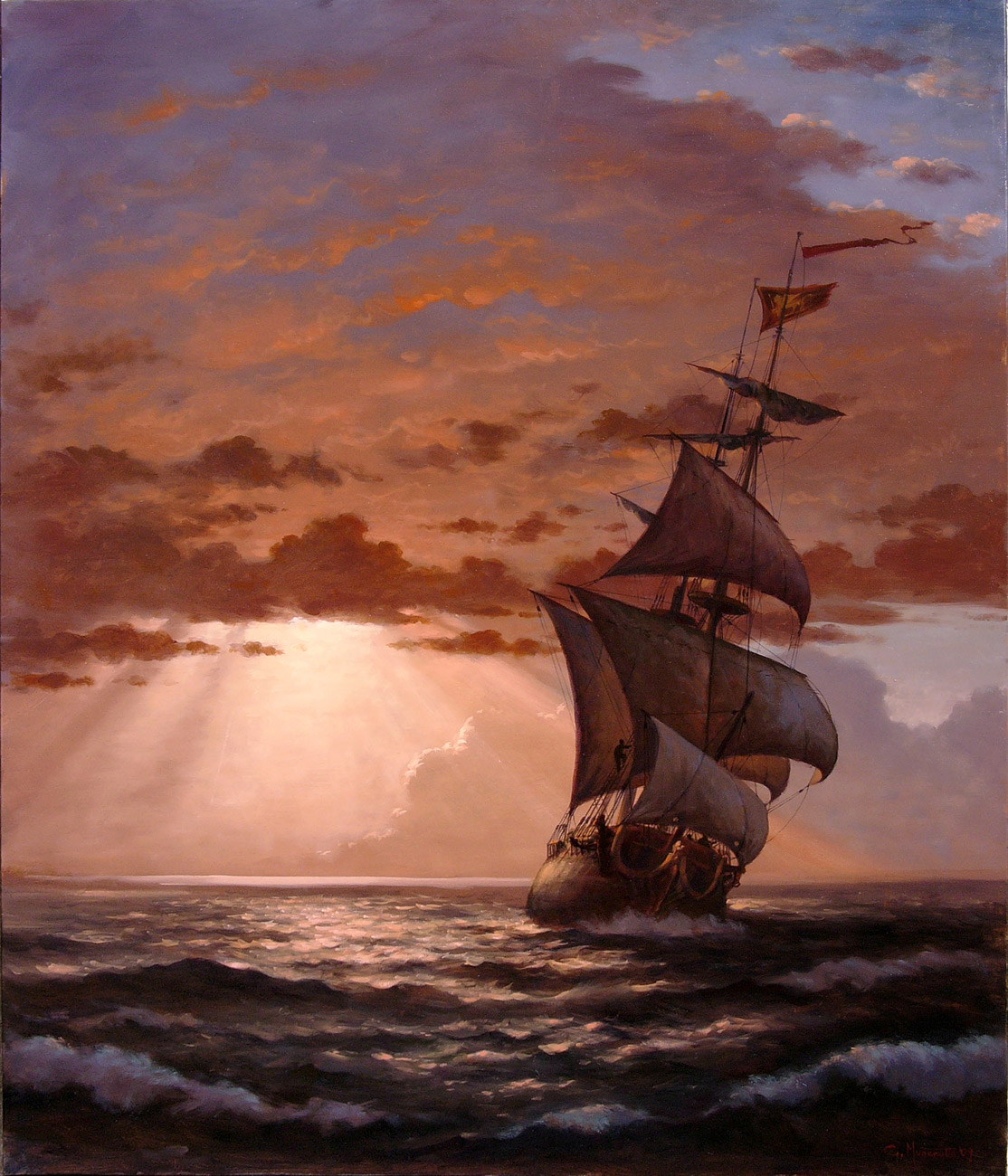
Fragata veneciana de 30 cañones.
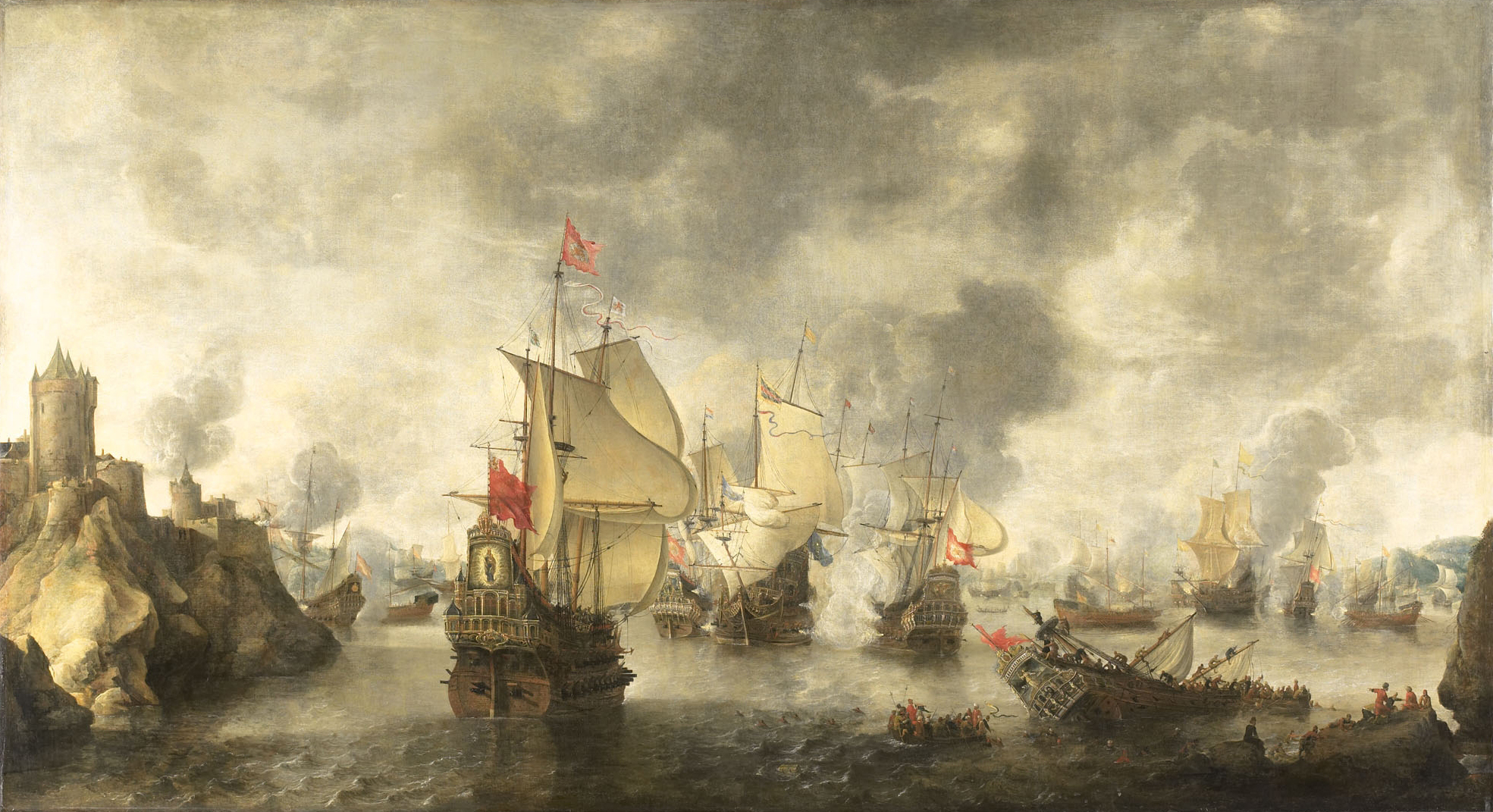
Batalla de las flotas venecianas y holandesas contra los turcos en la bahía de Focea, 1649
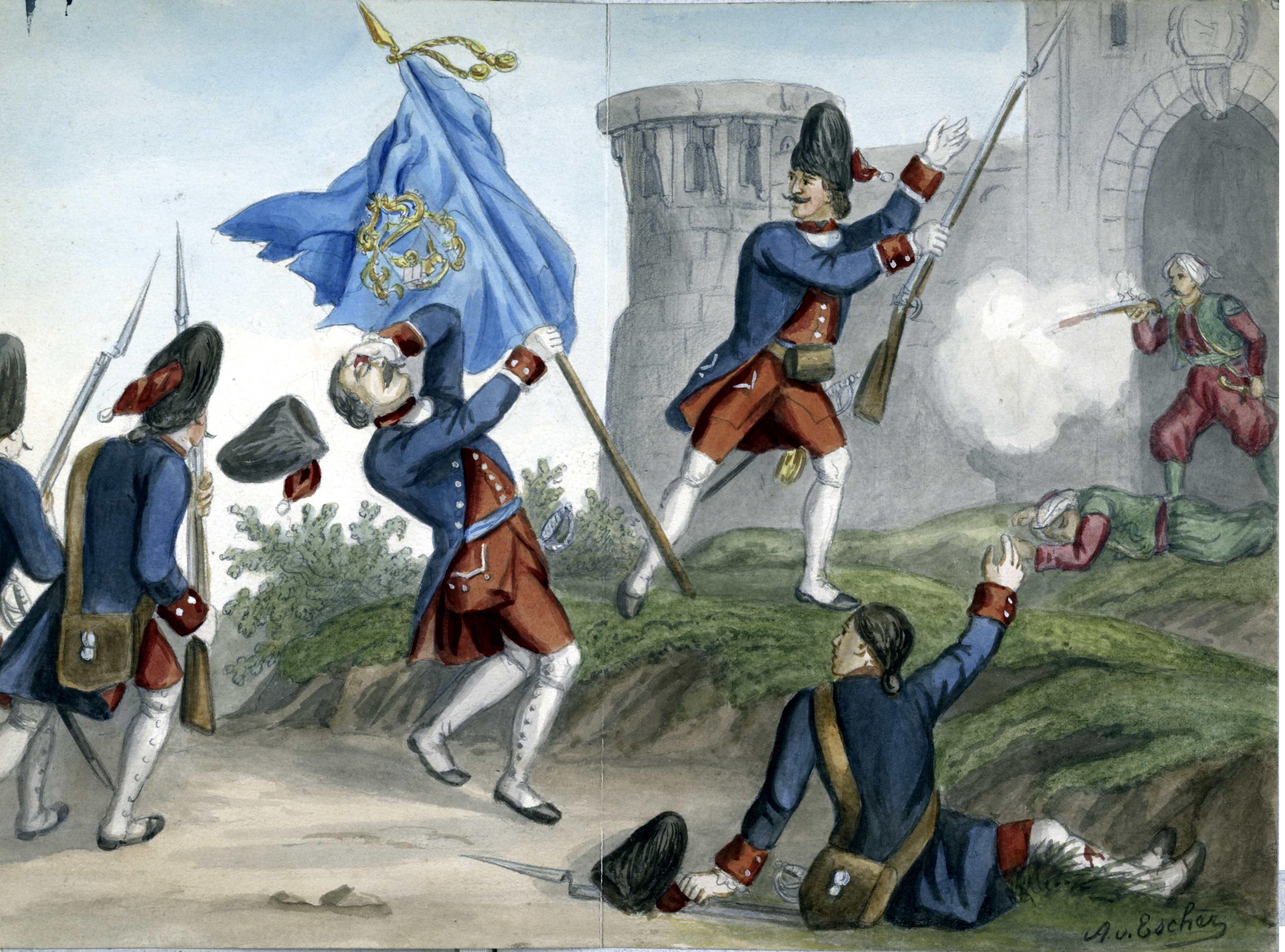
Granaderos venecianos 1717.

## Demografía
La población de los territorios bajo el dominio veneciano era en 1557:
| Autor         | Venecia | Islas de la laguna | Istria | Dalmacia | Jonia  | Creta   | Brescia Bérgamo | Total     |
| ------------- | ------- | ------------------ | ------ | -------- | ------ | ------- | --------------- | --------- |
| Beloch (1961) | 158 000 | 50 000             | 52 000 | 93 000   | 52 000 | 194 000 | 1 542 000       | 2 141 000 |